# محاضرة ميدوار

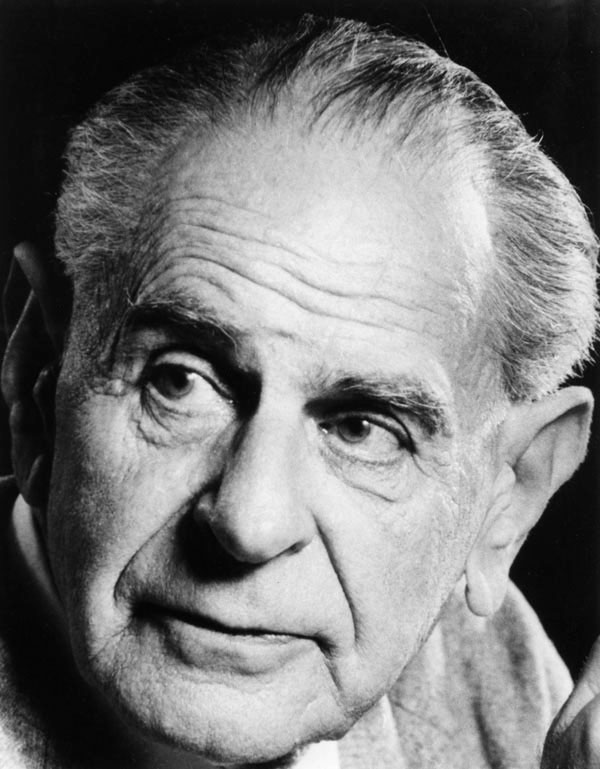
كارل رايمون بوبر صاحب اول محاضرة عام 1986

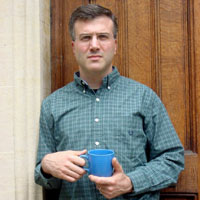
بيتر ليبتون صحاب اخرة محاضرة عام 2014

محاضرة مدور Medawar Lecture كانت محاضرة سنوية حول فلسفة العلم نظمتها الجمعية الملكية بلندن تخليداً لذكرى السير الطبيب بيتر مدور . تم تسليمها آخر مرة في عام 2004 ، وبعد ذلك تم دمجه مع محاضرة ويلكنز ومحاضرة برنال لتشكيل محاضرة ويلكنز-برنال-ميدوار .  كانت اول المحاضرات عام 1986 للعالم كارل رايمون بوبر

## قائمة المحاضرين
|   | السنة | الاسم                   | المحاضرة                                                    |
| - | ----- | ----------------------- | ----------------------------------------------------------- |
| 1 | 1986  | كارل رايمون بوبر        | تفسير جديد للداروينية.                                      |
| 2 | 1990  | Lewis Thomas            | الهيكل الانتقالي الجديد للعلوم الأساسية: التوقعات والمخاوف. |
| 3 | 1992  | ماكس فرديناند بيروتز    | تكيف الأنواع في جزيء البروتين.                              |
| 4 | 1995  | جون مايكل زيمان         | علوم ما بعد الأكاديمية.                                     |
| 5 | 1998  | لويس وولبرت             | هل العلم خطير؟                                              |
| 6 | 2001  | ريتشارد لانجتون جريجوري | المعرفة من أجل الرؤية: رؤية للمعرفة.                        |
| 7 | 2004  | Peter Lipton            | الحقيقة عن العلم                                            |